# Централна дивизија (НХЛ)
Централна дивизија (енгл. Central Division) је уз Пацифик дивизију део западне конференције и једна од четири дивизије у националној хокејашкој лиги. Формирана је 1993. године током реорганизације лиге. Дивизија је је временом трпела бројне реорганизације. Тренутно дивизија има 8 клубова.

## Тренутни састав дивизије
Састав дивизије након последње реорганизације (након сезоне 2023/24).
| # | Клуб | Клуб              | Седиште                   |
| - | ---- | ----------------- | ------------------------- |
| 1 |      | Винипег џетси     | Винипег, Манитоба, Канада |
| 2 |      | Далас старси      | Далас, Тексас, САД        |
| 3 |      | Колорадо аваланши | Денвер, Колорадо, САД     |
| 4 |      | Минесота вајлдси  | Сент Пол, Минесота, САД   |
| 5 |      | Нешвил предаторси | Нешвил, Тенеси, САД       |
| 6 |      | Сент Луис блуз    | Сент Луис, Мисури, САД    |
| 7 |      | Чикаго блекхокси  | Чикаго, Илиноис, САД      |
| 8 |      | Јута НХЛ тим      | Солт Лејк Сити, Јута, САД |

## Историја
Прва верзија дивизије бројала је шест клубова.
- Винипег џетси
- Далас старси
- Детроит ред вингси
- Сент Луис блуз
- Торонто мејпл лифси
- Чикаго блекхокси

Напомена: Џетси који су играли у првом издању дивизије нису иста франшиза са данашњим џетсима иако су оба клуба играла у истом граду и под истим именом. Ови први су се одселили у Аризону и променили име у Финикс/Аризона којотсе, док су ови данашњи настали након селидбе Атланта трешерса у Винипег.

### Измене током реорганизације
Временом су услед бројних реорганизација лиге клубови сељени из једне дивизије у другу, мењали имена а поједине дивизије чак и гашене.
- Након сезоне 1995/96 Винипег џетси се селе у Аризону и постају Финикс којотси.
- Након сезоне 1997/98 Далас и Финикс се селе у Пацифик дивизију, Торонто у Североисточну дивизију а Нешвил предаторси као проширење приступају Централној дивизији.
- Након сезоне 1999/2000, нови тим, Коламбус блу џекетси приступају дивизији.
- Након сезоне 2012/13 Северозападна дивизија је угашена због нове реорганизације а из ње су стигли Колорадо и Минесота. Коламбус одлази у Метрополитен дивизију, Детроит се сели у Атлантик дивизију, Далас се враћа из Пацифик дивизије а из Југоисточне дивизије долазе нови џетси (наследници Атланта трешерса).
- Од сезоне 2021/22 због проширења лиге кроз пријем Сијетл кракена, којотси су враћени назад у Централну дивизију
- У сезони 2020/21 због пандемије лига се играла у формату са 4 нове дивизије без конференција (Колорадо, Минесота и Сент Луиз су додати Западној дивизији, а Винипег Северној дивизији, док су у Централну дивизију прешли Каролина и Коламбус из Метрополитен дивизије и Детроит, Флорида и Тампа из Атлантик дивизије).
- Од сезоне 2021/22 лига се вратила систему са 2 конференције и 4 дивизије (Аризона,Колорадо, Минесота и Сент Луиз су дошли из Западне дивизије, Винипег из Северне дивизије, Каролина и Коламбус су се вратили у Метрополитен дивизију, а Детроит, Флорида и Тампа у Атлантик дивизију).
- Након сезоне 2023/24 Аризона којотси су постали неактивни, а њихово место у дивизији заузео је новоформирани тим из Јуте